# هانس فيرنر ريختر
هانس فيرنر ريختر (بالألمانية: Hans Werner Richter)‏ (و. 1908 – 1993 م) هو كاتب، وكاتب سيناريو ألماني، توفي في ميونخ، عن عمر يناهز 85 عاماً، بسبب مرض.

## جوائز
حصل على جوائز منها:
- Andreas Gryphius Prize [الإنجليزية]‏ (1986)
- جائزة الآداب من الأكاديمية البافارية للفنون الجميلة [الإنجليزية]‏ (1986)
- جائزة فونتانه  [لغات أخرى]‏ (1951)
- صليب القائد لنيشان استحقاق جمهورية ألمانيا الاتحادية
- الدكتوراه الفخرية من معهد كارلسروه للتكنولوجيا ‏.

## وصلات خارجية
- هانس فيرنر ريختر على موقع IMDb (الإنجليزية)
- هانس فيرنر ريختر على موقع مونزينجر (الألمانية)
- هانس فيرنر ريختر على موقع ميوزك برينز (الإنجليزية)

- هانس فيرنر ريختر في قاعدة بيانات الأفلام على الإنترنت